# Campeonato Latinoamericano de AAA
Le Campeonato Latinoamericano AAA ou AAA Latin American Championship est un titre Professionnel de catch, actuellement utilisé par la fédération Asistencia Asesoría y Administración (AAA). 
À l'heure actuelle, le titre connait 15 règnes pour un total de 15 champions différents et a été vacant à deux reprises.

## Historique
Il a été créé par la AAA le 18 mai 2011 dans le cadre d'un scénario, où les lutteurs de la TNA, une fédération de catch américaine, ont envahi la AAA. Il a été révélé que le 18 juin que lors de TripleMania XIX, Dr. Wagner, Jr. ferait face au catcheur de la TNA Rob Van Dam pour le nouvellement créé AAA Latin American Championship. Aucun match de qualification n'a eu lieu avant le match,. Lors du main event de TripleMania XIX, Dr. Wagner, Jr. bat Rob Van Dam pour devenir le premier AAA Latin American Champion.

## Statistiques
| Record                 | Champion           | Chiffre   | Notes            |
| ---------------------- | ------------------ | --------- | ---------------- |
| Le plus de règnes      | Tous les champions | 1         |                  |
| Règne le plus long     | Chessman           | 533 jours |                  |
| Règne le plus court    | Pentagón Jr.       | 56 jours  |                  |
| Champion le plus âgé   | Dr. Wagner, Jr.    | 45 ans    | Premier Champion |
| Champion le plus jeune | Psycho Clown       | 27 ans    |                  |
| Champion le plus lourd | Psycho Clown       | 107 kg    |                  |
| Champion le plus léger | Johnny Mundo       | 96 kg     | Règne actuel     |
| Champion le plus grand | Psycho Clown       | 2,11 m    |                  |
| Champion le plus petit | Dr. Wagner, Jr.    | 1,77 m    | Premier Champion |

## Historique des règnes
| #   | Catcheur             | Règne | Date             | Jours | Lieu                             | Événement                    | Notes |
| --- | -------------------- | ----- | ---------------- | ----- | -------------------------------- | ---------------------------- | --- |
| 1.  | Dr. Wagner, Jr.      | 1     | 18 juin 2011     | 181   | Mexico                           | TripleMania XIX              | Bat Rob Van Dam et devient le premier champion.                                                          |
| 2.  | La Parka             | 1     | 16 décembre 2011 | 524   | Puebla, Puebla                   | Guerra de Titanes            | [ 4 ] |
| #   | Vacant               | _     | 23 mai 2013      | _     | _                                | _                            | Le titre est devenu vacant à la suite du départ de La Parka.                                             |
| 3.  | Blue Demon Jr.       | 1     | 16 juin 2013     | 273   | Mexico                           | Triplemanía XXI              | Bat El Mesías pour remporter le titre vacant.                                                            |
| #   | Vacant               | _     | 16 mars 2014     | _     | _                                | _                            | Le titre est devenu vacant lorsque Blue Demon Jr. n'a pas pu se présenter à une défense de titre prévue. |
| 4.  | Chessman             | 1     | 16 mars 2014     | 533   | Monterrey                        | Rey de Reyes (2014)          | Bat Villano IV pour remporter le titre vacant.                                                           |
| 5.  | Psycho Clown         | 1     | 31 août 2015     | 307   | Tehuacán                         | Sin Límite                   | [ 8 ] |
| 6.  | Pentagón Jr.         | 1     | 3 juillet 2016   | 56    | Ecatepec                         | AAA Worldwide                | [ 9 ] |
| 7.  | Johnny Mundo         | 1     | 28 août 2016     | 399   | Mexico                           | Triplemanía XXIV             | [ 10 ]                                                                                                   |
| 8.  | El Hijo del Fantasma | 1     | 1er octobre 2017 | 427   | San Luis Potosí, San Luis Potosí | Héroes Inmortales XI         | |
| 9.  | Drago                | 1     | 2 décembre 2018  | 321   | Aguascalientes, Aguascalientes   | Guerra de Titanes (Décembre) | |
| 10. | Daga                 | 1     | 19 octobre 2019  | 553   | Orizaba, Veracruz                | Héroes Inmortales XIII       | |
| #   | Vacant               | _     | 24 avril 2021    | _     | _                                | _                            | Daga remet son titre vacant.                                                                             |
| 11. | Black Taurus         | 1     | 1er mai 2021     | 413   | San Pedro Cholula, Puebla        | Rey De Reyes (2021)          | |
| 12. | Fénix                | 1     | 18 juin 2022     | 394   | Tijuana, Baja California         | Triplemanía XXX: Tijuana     | Bat Black Taurus, Bandido, El Hijo del Vikingo et Laredo Kid pour remporter le titre vacant.             |
| #   | Vacant               | _     | 17 juillet 2023  | _     | _                                | _                            | Fénix a abandonné le championnat et a quitté AAA en raison de ses engagements avec d'autres promotions.. |
| 13. | QT Marshall          | 1     | 12 août 2023     | 99    | Mexico                           | Triplemanía XXX: Mexico      | Bat Daga, Dralístico et Pentagón Jr. pour remporter le titre vacant.                                     |
| 14. | Octagón Jr.          | 1     | 19 novembre 2023 | 357   | Ciudad Juárez, Chihuahua         | Guerra de Titanes            | |
| 15. | El Mesías            | 1     | 10 novembre 2024 | 124+  | Ciudad Juárez, Chihuahua         | Guerra de Titanes            | |